# Vierge à l'Enfant avec saint Pierre martyr
La Vierge à l’Enfant avec saint Pierre martyr (en italien Madonna con Bambino e San Pietro Martire) est une peinture à l'huile sur bois de Lorenzo Lotto, signée et datée 1503 sur l’envers, conservée au Musée de Capodimonte de Naples.

## Histoire
L’œuvre, la première connue du peintre, date du début de sa période trévisane et fut probablement commissionnée par le protecteur du peintre, l’évêque Bernardo de' Rossi.
Comme d’autres  œuvres de l'évêque, elle passa à Parme en 1524, puis dans la collection Farnese (enregistrée en 1650). Elle fut transférée à Naples vers 1760.
L’inscription au dos (1503 adì 20 septembris) ne semble pas de la main de l’artiste (que l'on connait pas des écrits authentifiés) mais daterait quand même du Cinquecento.
Une analyse radiographique a révélé la présence d’un personnage en prière, probablement le commanditaire en donateur, pour ce tableau qui serait un ex-voto.

## Iconographie
la Vierge à l'Enfant assise sous un dais en Vierge de majesté (Maestà) est accompagné d'un saint, Pierre de Vérone, qui se doit d'être reconnaissable à ses attributs ;  suivant le principe de la  Conversation sacrée sa présence est  anachronique (saint italien du Duecento).

## Composition
La Vierge et l'Enfant se tiennent à droite de la composition détachés du fond paysager par les tentures d'un dais accompagnant le trône de majesté. marie penche la tête vers l'Enfant Jésus, auréolé de rayons, qui lève le bras en bénédiction vers la tête du personnage que Marie touche de sa main (ici saint Jean enfant, probablement un repeint sur la figure agenouillée du donateur).
Saint Pierre martyr que l'on reconnait à la serpe qui lui tranche la tête, au poignard dans le flanc, à la palme, ses attributs, est représenté en habit dominicain, bure blanche et cape noire ; il lève le regard vers la Vierge adorée par l'ordre.
le paysage lointain que l'on aperçoit entre les protagonistes et dans la gauche de la composition est à la fois champêtre (fleuve, berger et son troupeau, cavalier cheminant, pont avec piétons), habité (maisons), médiéval (fortifications) agrémenté de montagnes bleues sur un fond de ciel à nuages ronds ou diffus.

## Analyse
Peinture typique du style vénitien de la fin du Quattrocento de la pittura tonale, le colorisme fort de Lotto s'appuie sur les étoffes verte et rouge du dais à droite et de la robe de Marie ; un paysage lointain médiéval, détaillé à gauche et entre les protagonistes, connu du donateur inscrit sa dévotion dans son temps.